# Drepanosticta taurulus
Drepanosticta taurulus – gatunek ważki z rodziny Platystictidae.